# Economic and Social Stabilization Fund
Der Economic and Social Stabilization Fund (ESSF) (deutsch: Fonds für wirtschaftliche und soziale Stabilisierung) ist ein Staatsfonds in Chile, der die Finanzen der Zentralregierung angesichts potenzieller „abrupter Veränderungen im Konjunkturzyklus und außergewöhnlicher Ereignisse“ stabilisieren soll.
Er entstand 2007 durch die Fusion des ehemaligen Kupferstabilisierungsfonds (spanisch: Fondo de Compensación para los ingresos del Cobre) und der durch das Decreto Ley Nr. 3.653 von 1981 geschaffenen Stabilisierungsressourcen. Der Fonds wird außerdem jährlich zur Tilgung eines Teils der Staatsschulden und zur Aufstockung des Pensionsreservefonds verwendet.
Der Marktwert des Wirtschafts- und Sozialstabilisierungsfonds (ESSF) betrug im Mai 2025 3.792,75 Millionen US-Dollar.
Die Einzahlungen in den ESSF beliefen sich seit seiner Gründung auf insgesamt 27.763,41 Millionen US-Dollar, die Entnahmen beliefen sich auf 28.292,81 Millionen US-Dollar. Die Nettoinvestitionen generierten seit der Fondsgründung zusätzliche Mittel in Höhe von insgesamt 4.322,15 Millionen US-Dollar.

## Geschichte
Der Vorgänger des ESSF, der Kupferstabilisierungsfonds wurde bereits 1987 auf Grundlage der Einnahmen des staatlichen Kupferbergbauunternehmens Codelco gegründet. Dies ermöglichte eine präzisere jährliche Haushaltsplanung der Regierung, da die Kupferpreise starken Schwankungen unterlagen.
Der Wirtschafts- und Sozialstabilisierungsfonds (ESSF) wurde am 6. März 2007 mit einem anfänglichen Beitrag von 2,58 Milliarden US-Dollar eingerichtet. Ein Großteil davon (2,56 Milliarden US-Dollar) stammte aus dem ehemaligen Kupferstabilisierungsfonds.
Der ESSF stellt eine zusätzliche Finanzierungsquelle für die Zentralregierung dar. Seine Mittel dienen hauptsächlich der langfristigen Stabilisierung der öffentlichen Finanzen im Falle abrupter Konjunkturschwankungen und außergewöhnlicher Ereignisse. Darüber hinaus ermöglicht er auch die Finanzierung von Haushaltsdefiziten, die jährliche Einzahlung in den Pensionsreservefonds und die Tilgung öffentlicher Schulden.
Gemäß dem Gesetz zur Haushaltsverantwortung erhält der ESSF jährlich den positiven Saldo aus der Differenz zwischen dem effektiven Haushaltsüberschuss und den Beiträgen zum Pensionsreservefonds und zur chilenischen Zentralbank, abzüglich der Rückzahlung öffentlicher Schulden und der im Vorjahr geleisteten Vorschüsse.